# Pelagianismo
O pelagianismo foi um conceito teológico que negava o pecado original, a corrupção da natureza humana, o servo arbítrio (arbítrio escravizado, cativo) e a necessidade da graça divina para a salvação. O termo é  derivado do nome de Pelágio da Bretanha.
Todo homem é totalmente responsável pela sua própria salvação e portanto, não necessita da graça divina. Segundo os pelagianos, todo homem nasce "moralmente neutro", sendo capaz, por si mesmo, sem qualquer influência divina, de salvar-se quando assim o desejar. Uma das grandes disputas durante a Reforma Protestante versou sobre a natureza e a extensão do pecado original.
No século V, Pelágio havia debatido ferozmente com Agostinho de Hipona sobre este assunto. Agostinho mantinha que o pecado original de Adão foi herdado por toda a humanidade e que, mesmo que o homem caído retenha a habilidade para escolher, ele está escravizado ao pecado e não pode não pecar. Por outro lado, Pelágio insistia que a queda de Adão afetara apenas a Adão, e que se Deus exige das pessoas que vivam vidas perfeitas, ele também dá a habilidade moral para que elas possam fazê-lo e embora considerasse Adão como "um mau exemplo" para a sua descendência, suas ações não teriam consequências para a mesma, sendo o papel de Jesus definido pelos pelagianos como "um bom exemplo fixo" para o resto da humanidade (contrariando, assim, o mau exemplo de Adão), bem como proporciona uma expiação pelos seus pecados, tendo a humanidade em suma, total controle pelas suas ações, posteriormente Pelágio reivindicou que a graça divina era desnecessária para a salvação, embora facilitasse a obediência.
As sentenças pronunciadas pelo papa Inocêncio I contra tal tese acabaram por classificá-la como heresia.

## Conceitos
O pelagianismo considerava que a situação de não salvação do homem apenas seria uma questão moral, sendo assim, Adão deu um mau exemplo que pode ser seguido do mesmo modo que Jesus deu o "exemplo do bem". Pelágio foi contestado por Agostinho e Jerônimo ao rejeitar o conceito agostiniano de graça.

## História
As duas décadas da polêmica causada pelas ideias de Pelágio costumam ser divididas em três momentos:
1. Até 411: período mais sugestivo pela escassez de material, nesse período escreveu De Induratione cordis Pharaonis contendo o manifesto para a hermenêutica do cristianismo.
2. 414–418: período quando se desencadeia a polêmica com tomadas de posições por parte dos concílios e sínodos. Foi condenado, por exemplo, no Primeiro Concílio de Éfeso.[3]
3. 418–430: até a morte de Agostinho que polemiza com Juliano de Eclano sobre o traducianismo, o confronto permitiu a Agostinho produzir suas obras sobre liberdade humana, enquanto que o pelagianismo deixava de ser uma heresia para ser considerado como uma visão de mundo e da humanidade.